# Середняківське нафтогазоконденсатне родовище
Середняківське нафтогазоконденсатне родовище — належить до Глинсько-Солохівського газонафтоносного району Східного нафтогазоносного регіону України.

## Опис
Розташоване в Полтавській області на відстані 18 км від м. Гадяч.
Знаходиться в центральній частині приосьової зони Дніпровсько-Донецької западини в межах Глинсько-Розбишівського структурного валу.
Підняття виявлене в 1952-53 рр. У відкладах палеозою складка являє собою півд.-східна перикліналь брахіантиклінальної складки північно-західного простягання, склепінчаста, частина якої зруйнована Петрово-Роменським соляним штоком. Розміри продуктивної площі 5,0х1,5 м. У 1974 р. з верхньовізейських відкладів з інт. 4528-4540 м отримано фонтан нафти дебітом 56,7 т/добу через штуцер діаметром 10 мм.
Поклади нафти пов'язані з пластовими тектонічно екранованими, а газоконденсату — також і літологічно обмеженими пастками. Колектори — пісковики.
Експлуатується з 1980 р. Режим нафтових покладів — пружноводонапірний, газоконденсатних — газовий. Запаси початкові видобувні категорій А+В+С1: нафти — 162 тис. т; розчиненого газу — 161 млн. м³; газу — 432 млн. м³; конденсату — 74 тис. т.